# STS-27
STS-27 fou la missió número 27 del programa del transbordador espacial estatunidenc i el tercer vol del transbordador Atlantis, sent la segona missió després del desastre del transbordador espacial Challenger el 28 de gener del 1986.
Es llançà des del Centre Espacial Kennedy a Florida el 2 de desembre del 1988 i aterrà quatre dies més tard a la pista 17 de la Base Aèria Edwards a Califòrnia. La majoria de la informació dels procediments durant el vol està classificada, però els arxius recentment desclassificats per la NASA indiquen que es desplegà el satèl·lit USA-34, un satèl·lit de vigilància meteorològica operat per l'Oficina Nacional de Reconeixement (NRO) i la CIA.

## Tripulació
| Posició                  | Astronauta                              | Astronauta                              |
| ------------------------ | --------------------------------------- | --------------------------------------- |
| Comandant                | Robert L. Gibson Tercer vol espacial    | Robert L. Gibson Tercer vol espacial    |
| Pilot                    | Guy S. Gardner Primer vol espacial      | Guy S. Gardner Primer vol espacial      |
| Especialista de missió 1 | Richard M. Mullane Segon vol espacial   | Richard M. Mullane Segon vol espacial   |
| Especialista de missió 2 | Jerry L. Ross Segon vol espacial        | Jerry L. Ross Segon vol espacial        |
| Especialista de missió 3 | William M. Shepherd Primer vol espacial | William M. Shepherd Primer vol espacial |

## Paràmetres de la missió
- Massa:[2]
  - Càrrega: ~ 14.500 kg
- Perigeu: 437 km
- Apogeu: 447 km
- Inclinació: 57,0°
- Període: 93,4 min

## Resum de la missió

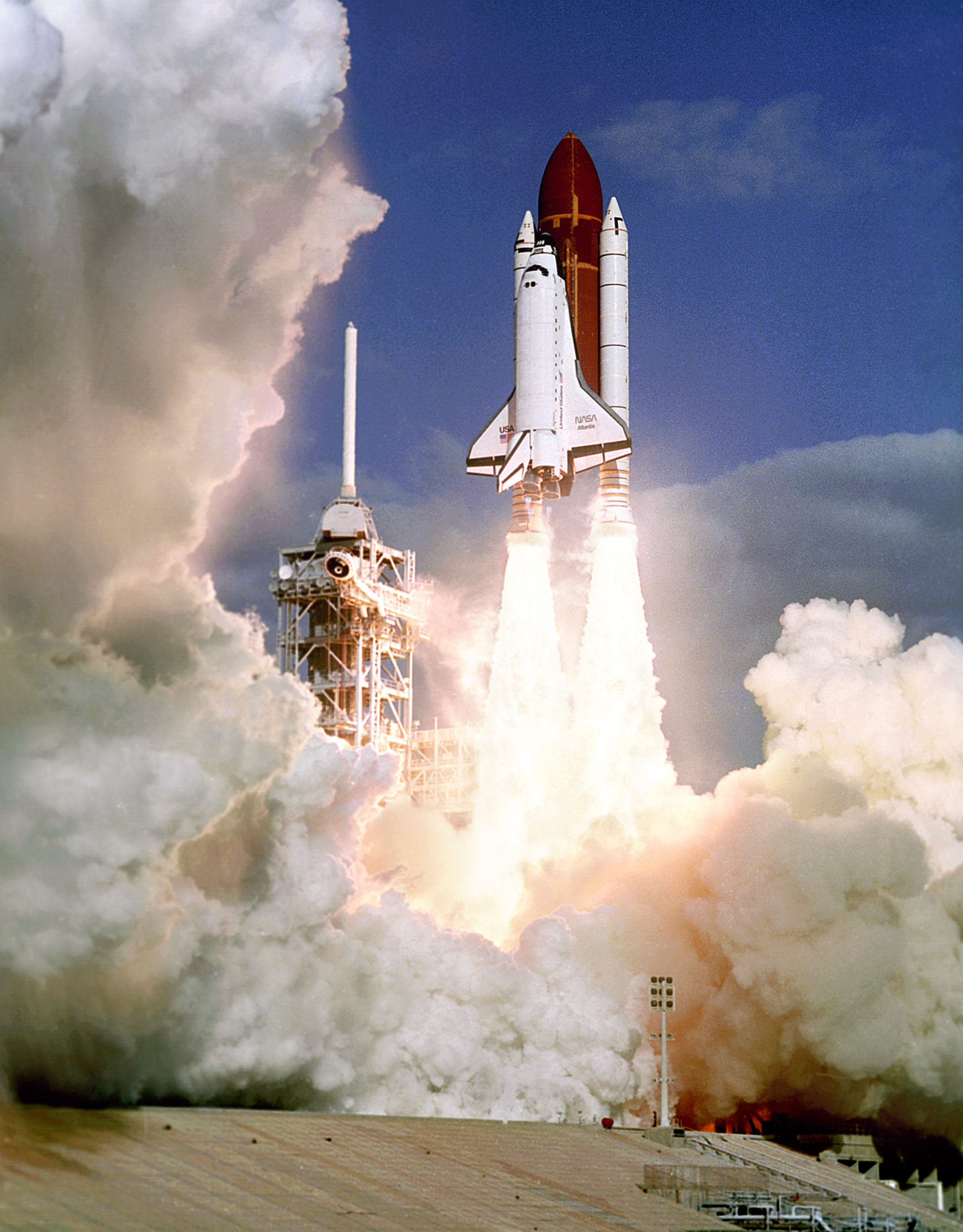
Atlantis llança el STS-27.

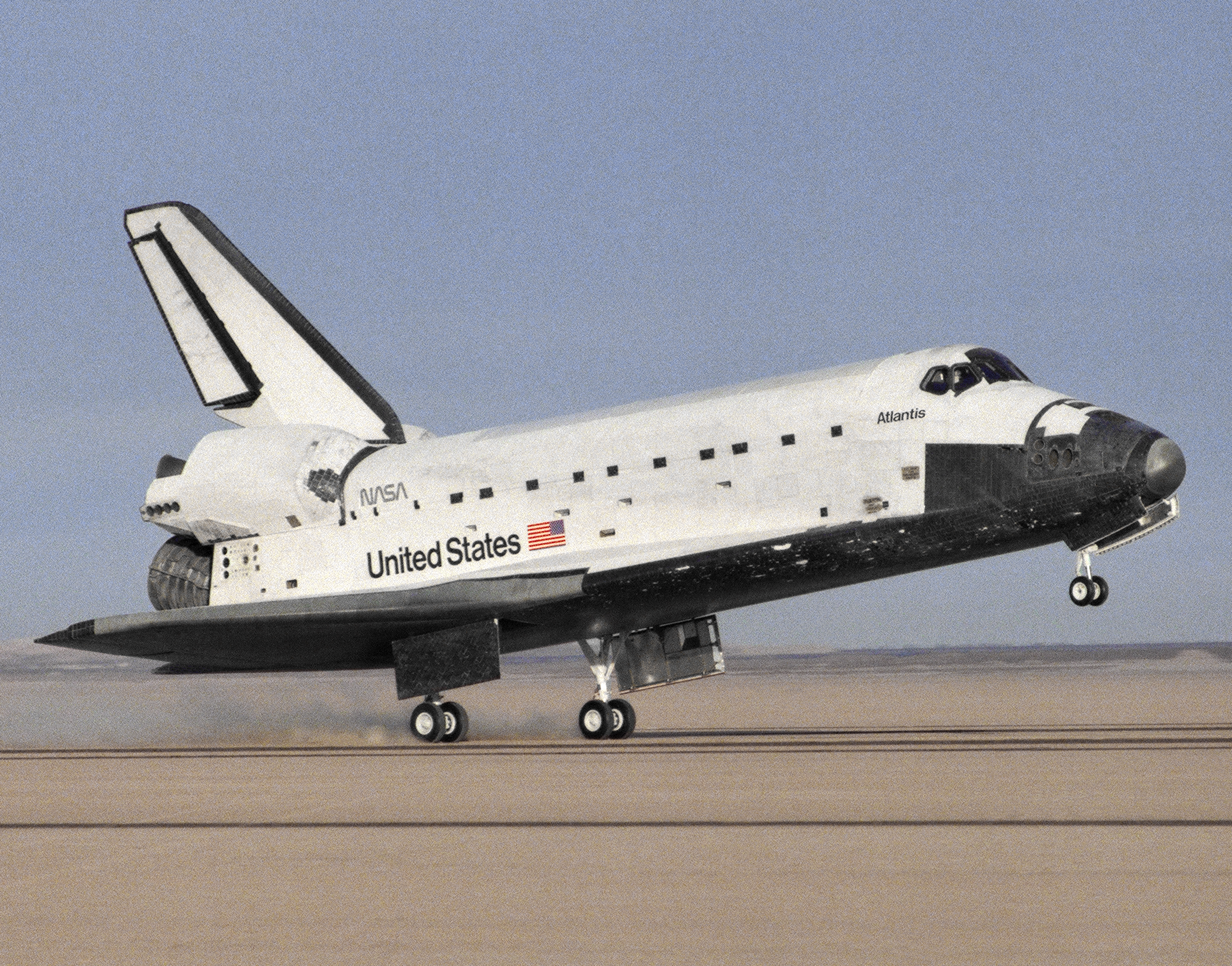
Les llosetes de protecció tèrmica danyades són clarament visibles en el moment de l'aterratge.

El transbordador espacial Atlantis (OV-104), en el moment el més jove de la flota de transbordadors de la NASA, va fer el seu tercer vol en una missió classificada per a la United States Department of Defense (DoD). Es va desplegar un sol satèl·lit, USA-34. Una recentment informació d'arxiu desclassificada de la NASA ha identificat USA-34 com a Lacrosse 1, un radar de visió lateral, una multiestació satèl·lit de vigilància, per a la US National Reconnaissance Office (NRO) i la Central Intelligence Agency (CIA).
La missió va ser originalment programada per ser llançada l'1 de desembre 1988, però el llançament va ser posposat un dia per nuvolositat i fortes condicions de vent en el lloc de llançament. L'enlairament es va produir a partir del Launch Complex 39, Pad B (LC-39B) al Kennedy Space Center, Florida, el 2 de desembre de 1988 a les 09:30 EST. La Atlantis va aterrar el 6 de desembre de 1988 en la pista 17 de la Edwards Air Force Base, Califòrnia, a les 18:35 EST. La missió va transcórrer un temps total fins a l'aturament de les rodes de 4 dies, 9 hores i 6 minuts. La Atlantis va ser retornada a la Kennedy Space Center el 13 de desembre i es va traslladar en un OPF el 14 de desembre de 1988.